# Смит, Дэвид (волейболист)
Дэвид Смит (англ. David Smith; род. 15 мая 1985, Лос-Анджелес, Калифорния) ― американский волейболист, игрок мужской сборной США по волейболу и польского клуба Чарни Радом, участник Олимпийских игр в Лондоне 2012, золотой призёр Чемпионата мира 2015. Почти полностью глухой.

## Карьера

### Колледж
Смит играл за клуб Ирвин от Калифорнийского университета с 2004 по 2007 год. В 2004 году его процент попаданий (.369) был самым высоким в команде.
В 2007 году Смит и его команда одержали победу за титул чемпионов I дивизиона NCAA. Его процент попаданий в .559 стал новым рекордом в университете.

### Международные выступления
Смит присоединился к сборной США в 2009 году. В том же году он был назван лучшим блокирующим на Чемпионате Мира и принял участие в соревнованиях Мировой лиги ФИВБ. В 2010 году его команда одержала победу на Панамериканском кубке.
Смит был вторым лучшим бомбардиром команды на Кубке Америки 2011, а команда США заняла второе место. Выступал в Мировой лиге ФИВБ 2012, где американцы заняли второе место. На летних Олимпийских играх 2012 был на замене и в целом забил восемь очков.

### Профессиональные выступления
С 2009 по 2012 год Смит выступал на профессиональном уровне в Пуэрто-Рико, Испании и Франции.

## Личная информация
Смит родился в Лос-Анджелесе в районе Панорама-Сити 15 мая 1985 года. Он родился почти полностью глухим, носит слуховой аппарат и читает по губам, чтобы понять своих товарищей по команде.
Проживает в городе Согас, Калифорния. В 2008 году он женился, и в 2012 году у него родился сын.

## Спортивные достижения

### Сборная
- 2012 Мировая лига
- 2015  Мировая лига
- 2015  Кубок мира по волейболу
- 2016  Олимпийские игры